# Chrysotoxum festivum
Chrysotoxum festivum es una especie de mosca sírfida. Se distribuyen por el Paleártico en Eurasia y África del Norte.